# Deutsche Guggenheim
Het Deutsche Guggenheim (Duitse Guggenheim) was een expositieruimte voor moderne kunst aan de Unter den Linden in de Duitse hoofdstad Berlijn. De Kunsthalle was geopend van november 1997 tot februari 2013.

## Geschiedenis
De Duitse vestiging van de Guggenheim Foundation was ondergebracht op de begane grond van het Deutsche Bank gebouw uit 1920. Het was een samenwerkingsverband van de Deutsche Bank, met een collectie van meer dan 50.000 kunstwerken (zwaartepunt vooral werken op papier, en de in New York zetelende Solomon R. Guggenheim Foundation. Het museum beschikte niet over een vaste collectie. Er werd gestreefd naar drie à vier wisselexposities per jaar uit het bezit van beide stichtingen.

## Expositieruimte
Het Deutsche Guggenheim heeft een tentoonstellingsoppervlak van 510 m² en werd ontworpen door de Amerikaanse architect Richard Gluckman, die ook tekende voor het Dia Centre for the Arts in New York en het Andy Warhol Museum in Pittsburgh. 

In totaal werden er tussen 1997 en 2013 57 tentoonstellingen samengesteld, die samen meer dan 1,8 miljoen bezoekers trokken. De laatste tentoonstelling in het Deutsche Guggenheim, Visions of Modernity, trok 101.112 bezoekers.

## Doorstart
Op 6 februari 2012 maakten de Solomon R. Guggenheim Foundation en de Deutsche Bank bekend dat de samenwerking beëindigd werd. Het einde van het Deutsche Guggenheim een jaar later betekende echter niet het einde van het Deutsche Bank gebouw als expositieruimte. De locatie maakte een doorstart als de Deutsche Bank Kunsthalle. In april 2013 opende deze expositieruime, die zich focust op hedendaagse kunst.